# Бурлаг
Буреїнський ВТТ (рос. БУРЕИНСКИЙ ИТЛ, Бурлаг, Бурейлаг) — підрозділ, що діяв в структурі Головного управління виправно-трудових таборів Народного комісаріату внутрішніх справ СРСР (ГУЛАГ НКВС).

## Історія
Бурлаг виділений в самостійний підрозділ у структурі НКВС 22.05.38. Управління Бурлага розташовувалося на станції Вапняна Далекосхідної залізниці (нині Єврейська автономна область). В оперативному командуванні він підпорядковувався Управлінню залізничного будівництва Далекосхідного головного управлення виправно-трудових таборів НКВД (УЖДС ДВ ГУЛАГ), а згодом безпосередньо Головному управлінню залізничного будівництва НКВС (ГУЖДС НКВД).
Бурлаг розформований в 1942 році, його табори і виробничі потужності передані для зміцнення Нижньо-амурського виправно-трудового табору.

## Виконувані роботи
- будівництво залізниці Вапняна — Усть-Німан,
- будівництво залізниці Вапняна — Ургал-тунель,
- закінчення робіт по будівництву залізниці Бам — Тинда, Тинда — Зея, Хабаровськ — Ворошилов (нині Усурійськ),
- обслуговування авторемонтного заводу в м. Свободний і хутрового заводу в Тахтамигді, с/г (з 30.01.41)
- будівництво автодороги від Усть-Умальти до Умалуьтинського рудника з 13.02.41, Дусе-Алінського тунелю, гілки від Ургала до вугільного родовища,
- виготовлення боєприпасів (на 22.07.42),
- після ліквідації Бірлага — його план по лісозаготівлях (з 16.01.42)

## Чисельність ув'язнених
- 1.10.1938 — 40 224,
- 1.1.1940 — 43 169,
- 1.1.1941 — 34 428,
- 1.1.1942 — 62 336,
- 1.7.1942 — 48 445.